# Jim Dwyer
Jim Dwyer (New York, 4 marzo 1957 – New York, 8 ottobre 2020) è stato uno scrittore e giornalista statunitense.

## Biografia
Laureato in Storia del Giornalismo alla Columbia University, lavorò per New York Newsday e The New York Times. Vinse per due volte il premio Pulitzer (1992, 1995).
Dwyer è morto nell'ottobre del 2020 per un tumore polmonare. Aveva 63 anni. 

## Filmografia parziale

### Sceneggiatore
- Bad Boy Street, regia di Todd Verow, 2012 (non accreditato)